# Casalpusterlengo
Casalpusterlengo é uma comuna italiana da região da Lombardia, província de Lodi, com cerca de 13.894 habitantes. Estende-se por uma área de 25 km², tendo uma densidade populacional de 556 hab/km².
Faz fronteira com Turano Lodigiano, Secugnago, Brembio, Terranova dei Passerini, Codogno, Ospedaletto Lodigiano, Somaglia.

## Demografia
| Variação demográfica do município entre 1861 e 2011                               |
|                                                                                   |
| Fonte: Istituto Nazionale di Statistica (ISTAT) - Elaboração gráfica da Wikipedia |

## Pessoas notáveis
- Nino Staffieri, 1931, bispo emérito de La Spezia-Sarzana-Brugnato
- Cláudio Baggini, 1936, bispo emérito de Vigevano